# Diocesi di Mpika
La diocesi di Mpika (in latino: Dioecesis Mpikaënsis) è una sede della Chiesa cattolica in Zambia suffraganea dell'arcidiocesi di Kasama. Nel 2021 contava 186.200 battezzati su 778.000 abitanti. È retta dal vescovo Edwin Mulandu.

## Territorio
La diocesi comprende la provincia di Muchinga, la parte sud-orientale della provincia Settentrionale. 
Sede vescovile è la città di Mpika, dove si trova la cattedrale di San Giuseppe.
Il territorio è suddiviso in 18 parrocchie.

## Storia
La missione sui iuris di Lwangwa fu eretta il 23 maggio 1933 con il breve Quae catholico di papa Pio XI, ricavandone il territorio dal vicariati apostolici di Nyassa (oggi arcidiocesi di Lilongwe) e di Banguelo (oggi arcidiocesi di Kasama).
Il 1º luglio 1937 la missione sui iuris fu elevata a vicariato apostolico con la bolla Enascentium Ecclesiarum dello stesso papa Pio XI. Lo stesso giorno cedette porzioni del suo territorio al vicariato apostolico di Nyassa e a vantaggio dell'erezione della prefettura apostolica di Fort Jameson (oggi diocesi di Chipata) e incorporò nuovi territori che erano appartenuti al vicariato apostolico di Banguelo e alla prefettura apostolica di Broken Hill (oggi arcidiocesi di Lusaka).
Fino al maggio dell'anno successivo la missione sui iuris subì numerose variazioni dei confini territoriali.
L'8 marzo 1951 assunse il nome di vicariato apostolico di Abercorn in forza del decreto Cum in Rhodesia della Congregazione di Propaganda Fide.
Il 25 aprile 1959 il vicariato apostolico è stato elevato a diocesi con la bolla Cum christiana fides di papa Giovanni XXIII.
Ha cambiato nome altre volte: il 22 novembre 1967 a favore di diocesi di Mbala; il 26 aprile 1991 a favore di diocesi di Mbala-Mpika; infine, il 9 settembre 1994 ha assunto il nome attuale.
Nel marzo 1995 la curia si è trasferita da Mbala a Mpika e nel novembre dello stesso anno 4 parrocchie, fra cui quella di Mbala, sono state cedute all'arcidiocesi di Kasama.
Il 1º maggio 2004 è stata consacrata la cattedrale di San Giuseppe.
Il 29 ottobre 2011 ha ceduto una porzione del suo territorio a vantaggio dell'erezione della diocesi di Kabwe.

## Cronotassi dei vescovi
Si omettono i periodi di sede vacante non superiori ai 2 anni o non storicamente accertati.
- Alfons Van Sambeck, M.Afr. † (26 ottobre 1933 - 1936)
- Heinrich Horst, M.Afr. † (21 maggio 1938 - 17 settembre 1946 deceduto)
- Joost (Joseph) Van den Biesen, M.Afr. † (12 febbraio 1948 - 24 gennaio 1958 dimesso)
- Adolf Fürstenberg, M.Afr. † (11 dicembre 1958 - 7 marzo 1987 ritirato)
- Telesphore George Mpundu (7 marzo 1987 - 1º ottobre 2004 nominato arcivescovo coadiutore di Lusaka)
- Ignatius Chama (17 luglio 2008 - 12 gennaio 2012 nominato arcivescovo di Kasama)[1]
  - Sede vacante (2012-2015)
- Justin Mulenga † (23 dicembre 2015 - 20 marzo 2020 deceduto)
- Edwin Mulandu, dal 24 aprile 2021

## Statistiche
La diocesi nel 2021 su una popolazione di 778.000 persone contava 186.200 battezzati, corrispondenti al 23,9% del totale.
| anno | popolazione | popolazione | popolazione | presbiteri | presbiteri | presbiteri | presbiteri                | diaconi | religiosi | religiosi | parrocchie |
| anno | battezzati  | totale      | %           | numero     | secolari   | regolari   | battezzati per presbitero | diaconi | uomini    | donne     | parrocchie |
| ---- | ----------- | ----------- | ----------- | ---------- | ---------- | ---------- | ------------------------- | ------- | --------- | --------- | ---------- |
| 1950 | 39.153      | 197.891     | 19,8        | 29         | 1          | 28         | 1.350                     |         |           | 4         | 9          |
| 1959 | 45.017      | 274.123     | 16,4        | 38         | 5          | 33         | 1.184                     |         | 319       | 16        | 11         |
| 1970 | 63.980      | 384.207     | 16,7        | 51         | 13         | 38         | 1.254                     |         | 50        | 38        |            |
| 1980 | 73.200      | 367.000     | 19,9        | 38         | 12         | 26         | 1.926                     |         | 33        | 40        |            |
| 1990 | 110.445     | 545.000     | 20,3        | 50         | 23         | 27         | 2.208                     |         | 36        | 65        |            |
| 1999 | 169.579     | 650.000     | 26,1        | 44         | 25         | 19         | 3.854                     |         | 24        | 64        |            |
| 2000 | 105.500     | 550.150     | 19,2        | 35         | 23         | 12         | 3.014                     |         | 31        | 46        |            |
| 2001 | 108.930     | 543.857     | 20,0        | 33         | 20         | 13         | 3.300                     |         | 28        | 50        |            |
| 2002 | 111.010     | 451.052     | 24,6        | 35         | 21         | 14         | 3.171                     |         | 29        | 52        |            |
| 2003 | 113.519     | 471.352     | 24,1        | 37         | 24         | 13         | 3.068                     |         | 29        | 44        |            |
| 2004 | 128.977     | 494.187     | 26,1        | 38         | 23         | 15         | 3.394                     |         | 30        | 55        | 13         |
| 2007 | 116.416     | 479.000     | 24,3        | 40         | 30         | 10         | 2.910                     | 3       | 24        | 54        | 13         |
| 2013 | 128.372     | 535.000     | 24,0        | 39         | 35         | 4          | 3.291                     |         | 24        | 55        | 14         |
| 2016 | 148.075     | 657.000     | 22,5        | 47         | 40         | 7          | 3.150                     |         | 34        | 58        | 14         |
| 2019 | 176.000     | 734.700     | 24,0        | 42         | 39         | 3          | 4.190                     |         | 30        | 58        | 34         |
| 2021 | 186.200     | 778.000     | 23,9        | 47         | 44         | 3          | 3.961                     |         | 27        | 56        | 18         |